# Danh sách vùng đô thị đông dân nhất Ấn Độ
Dưới đây là danh sách các vùng đô thị đông dân nhất Ấn Độ, bao gồm 50 vùng với tổng dân số chiếm khoảng 1/8 dân số Ấn Độ.

## Danh sách
| Hạng | Thành phố                       | Bang              | Dân số     |
| ---- | ------------------------------- | ----------------- | ---------- |
| 1    | Mumbai (Bombay)                 | Maharastra        | 20.426.991 |
| 2    | Delhi                           | Delhi             | 18.031.488 |
| 3    | Kolkata (Calcutta)              | Tây Bengal        | 14.911.823 |
| 4    | Chennai (Madras)                | Tamil Nadu        | 7.066.778  |
| 5    | Bangalore                       | Karnataka         | 6.255.256  |
| 6    | Hyderabad                       | Andhra Pradesh    | 6.112.250  |
| 7    | Ahmedabad                       | Gujarat           | 5.360.238  |
| 8    | Pune                            | Maharastra        | 4.878.283  |
| 9    | Kanpur                          | Uttar Pradesh     | 3.329.339  |
| 10   | Surat                           | Gujarat           | 3.092.478  |
| 11   | Jaipur                          | Rajasthan         | 2.926.915  |
| 12   | Lucknow                         | Uttar Pradesh     | 2.845.253  |
| 13   | Nagpur                          | Maharastra        | 2.485.915  |
| 14   | Patna                           | Bihar             | 2.386.843  |
| 15   | Ranchi                          | Jharkhand         | 2.158.847  |
| 16   | Indore                          | Madhya Pradesh    | 1.944.464  |
| 17   | Meerut                          | Uttar Pradesh     | 1.723.065  |
| 18   | Bhopal                          | Madhya Pradesh    | 1.677.896  |
| 19   | Vadodara (Baroda)               | Gujarat           | 1.641.566  |
| 20   | Ludhiana                        | Punjab            | 1.624.767  |
| 21   | Bhubaneshwar                    | Orissa            | 1.608.507  |
| 22   | Coimbatore                      | Tamil Nadu        | 1.590.568  |
| 23   | Agra                            | Uttar Pradesh     | 1.585.555  |
| 24   | Nashik                          | Maharashtra       | 1.576.651  |
| 25   | Kochi (Cochin)                  | Kerala            | 1.490.882  |
| 26   | Visakhapatnam                   | Andhra Pradesh    | 1.462.355  |
| 27   | Varanasi (Benares)              | Uttar Pradesh     | 1.460.731  |
| 28   | Rajkot                          | Gujarat           | 1.364.432  |
| 29   | Madurai                         | Tamil Nadu        | 1.314.074  |
| 30   | Asansol                         | West Bengal       | 1.260.695  |
| 31   | Jabalpur                        | Madhya Pradesh    | 1.228.866  |
| 32   | Allahabad                       | Uttar Pradesh     | 1.216.837  |
| 33   | Jamshedpur                      | Jharkand          | 1.211.932  |
| 34   | Dhanbad                         | Jharkand          | 1.170.742  |
| 35   | Amritsar                        | Punjab            | 1.158.601  |
| 36   | Aurangabad                      | Maharastra        | 1.114.918  |
| 37   | Vijayawada                      | Andhra Pradesh    | 1.112.219  |
| 38   | Mysore                          | Karnataka         | 1.103.552  |
| 39   | Srinagar                        | Jammu and Kashmir | 1.068.446  |
| 40   | Solapur                         | Maharashtra       | 1.064.935  |
| 41   | Bhilai                          | Chhattisgarh      | 1.061.535  |
| 42   | Thiruvananthapuram (Trivandrum) | Kerala            | 1.008.862  |
| 43   | Guwahati                        | Assam             | 989.240    |
| 44   | Chandigarh                      | Chandigarh        | 971.947    |
| 45   | Kozhikode (Calicut)             | Kerala            | 968.143    |
| 46   | Gwalior                         | Madhya Pradesh    | 958.764    |
| 47   | Salem                           | Tamil Nadu        | 956.329    |
| 48   | Tiruchirapalli                  | Tamil Nadu        | 931.803    |
| 49   | Jalandhar                       | Punjab            | 911.781    |
| 50   | Bareilly                        | Uttar Pradesh     | 875.165    |